# Леско Черкашенин
Леско Черкашенин (Алексей Григорьев) (? — декабрь 1670) — казачий атаман, один из руководителей казацко-крестьянского восстания войны под предводительством атамана С. Т. Разина.

## Биография
Алексей Григорьев имел прозвище «Черкашенин», так как он происходил с Украины. В молодости А. Григорьев проживал в городе Опошня, где имел семью и служил в Полтавском полку вместе со своим шурином И. Донцом. Затем он перебрался в Запорожскую Сечь, а оттуда на Дон. В одном из документов 1670 года он назван «запорожским черкашенином».
А. Григорьев (Леско Черкашенин) был опытным бойцом, участвовал в рейдах донских казаков против турок и татар. В одном из сражений пуля раздробила ему ногу, а в другом он потерял глаз.
Осенью 1669 года Леско Черкашенин с небольшим отрядом присоединился к Степану Разину под Царицыном. Он быстро выдвинулся в разинском отряде и стал одним из главных сподвижником Степана Разина. Леско Черкашенин и Степан Разин стали названными братьями.
Осенью 1670 года Леско Черкашенин был отправлен С. Т. Разиным на Слободскую Украину. Во главе отряда казаков (300 чел.) Леско Черкашенин выступил с верховьев Дона в поход по реке Северный Донец на города Мояцк, Царев-Борисов, Валуйки и др. Население Слободской Украины активно поддержало разинского атамана. В войско Черкашенина вливались украинские казаки, «гулящие люди», батраки, работные люди Торских соляных промыслов (их возглавлял атаман П. Иванов).
1 октября 1670 года крупный повстанческий отряд (около 3 тыс. чел) под командованием Черкашенина на судах и на конях подступил Мояцку, жители которого добровольно сдали город повстанцам. По одним данным, мояцкий воевода А. Анненков остался жив, по другим — был убит.
Из Мояцка повстанцы двинулись на Царев-Борисов и 2 октября заняли этот городок, не встретив никакого сопротивления со стороны местного населения. Воевода А. Маслов был схвачен и убит.
Взятый Царев-Борисов стал опорным пунктом Леско Черкашенина. Оставив в городе 500 казаков, Леско Черкашенин со своими отрядами выступил на Балаклею, Змиёв, Чугуев и Мерефу. При приближении к Балаклеи местное население перешло на сторону разинцев. 13 октября Л. Черкашенин занял Чугуев при полной поддержке местных жителей. Чугуевский воевода С. Милков, плененный горожанами, был выдан повстанцам, которые оставили его в живых.
16 октября 1670 года Леско Черкашенин с повстанцами подошел к Змиёву и занял крепость без сопротивления. Местные жители поддержали разинцев. Из Змиёва Л. Черкашенин стал рассылать «прелестные письма» в московские «украинные города», призывая местных жителей подниматься на восстание и переходить на сторону повстанцев. Под воздействием «прелестных писем» восстали жители Мерефы и Богодухова, начались волнения в Валуйках, Романове, Землянске и множестве других крепостей и сёл.
Царское правительство приказало воеводе Белгородского разряда князю Г. Г. Ромодановскому собрать силы и ликвидировать повстанческий отряд атамана Леско Черкашенина. Каратели планировали захватить Л. Черкашенина, когда он появится в Опошне, где проживали его жена и дети. Однако Леско Черкашенин не попал в расставленную ловушку и собирал силы для похода на Конотоп, Седнев, Полтаву и Колонтаев.
Поздней осенью 1670 года отряд Л. Черкашенина был разгромлен в сражении в урочище Красный Пришиб, на Северном Донце. Повстанцы понесли большие потери убитыми и пленными. Среди взятых в плен находился сын Черкашенина, который немедленно был казнен. Сам Леско Черкашенин смог уйти.
В декабре 1670 года А. Григорьев появился в Среднем Поволжье, где возглавил повстанческий гарнизон в городе Самара (400 чел.). Из-за малочисленного отряда, нехватки пороха и запасов Леско Черкашенин отступил из Самары на Дон, где встретился со Степаном Разиным.
Степан Разин, оставив Леско Черкашенина атаманом в Кагальнице и поручив ему защиту своей семьи, отправился в Царицын, чтобы взять там пушки и боеприпасы для наступления на Черкасск. Во время отсутствия С. Разина 5-тысячный отряд донских казаков под руководством войскового атамана К. Яковлева совершил поход на Кагальник и одержал победу над повстанцами (в воду их «пометали»). В этом неравном бою атаман Леско Черкашенин был убит.